# لاس کینتاس فرانترایزاس (تگزاس)
لاس کینتاس فرانترایزاس (به انگلیسی: Las Quintas Fronterizas) یک منطقهٔ مسکونی در ایالات متحده آمریکا است که در شهرستان ماوریک، تگزاس واقع شده‌است. لاس کینتاس فرانترایزاس ۱٫۷ کیلومتر مربع مساحت و ۲٬۰۳۰ نفر جمعیت دارد و ۲۲۷ متر بالاتر از سطح دریا واقع شده‌است.